# Aeolacris caternaultii
Aeolacris caternaultii là một loài côn trùng được Joachim Francois Philiberto de Feisthamel mô tả năm 1837. Aeolacris caternaultii thuộc chi Aeolacris, họ Romaleidae. Không có phân loài.

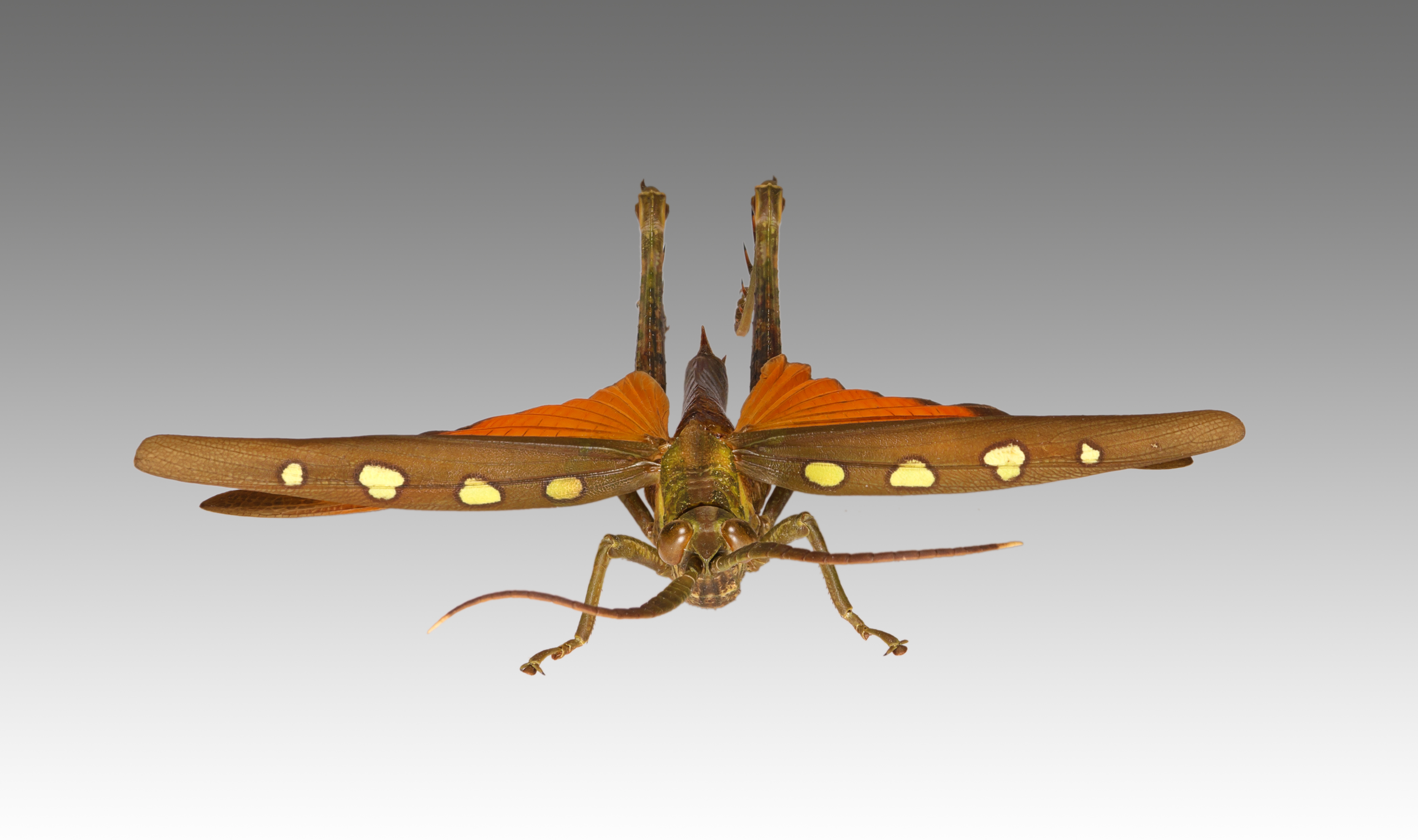